# Arcidiecéze Rimouski
Arcidiecéze Rimouski (latinsky Archidioecesis Sancti Germani) je římskokatolická arcidiecéze na území kanadské provincie Québec se sídlem v Rimouski, kde se nachází katedrála sv. Germana. Tvoří součást kanadské církevní oblasti Québec. Současným rimouským arcibiskupem je Denis Grondin.

## Církevní provincie
Jde o metropolitní arcidiecézi, která zahrnuje část území provincie Québec a jíž jsou podřízena tato sufragánní biskupství:
- Diecéze Baie-Comeau,
- Diecéze Gaspé.

## Stručná historie
Diecéze svatého Germana v Rimouski vznikla v roce 1867, původně sufragánní vůči arcidiecézi Quebec. Roku 1946 ji papež Pius XII. povýšil na metropolitní arcidiecézi.